# 巴干杜山
巴干杜山（英語：Bracondale Hill）是加拿大安大略省多倫多的一個社區。巴干杜山位於多倫多西端區的東部邊界，其所在區域於1909年併入前多倫多市。該社區鄰近中城區（巴佛士街以東），延伸至德文璞道以北、聖卡拉西路以南的區域。該社區是山巒村商業促進區的所在地。

## 特徵

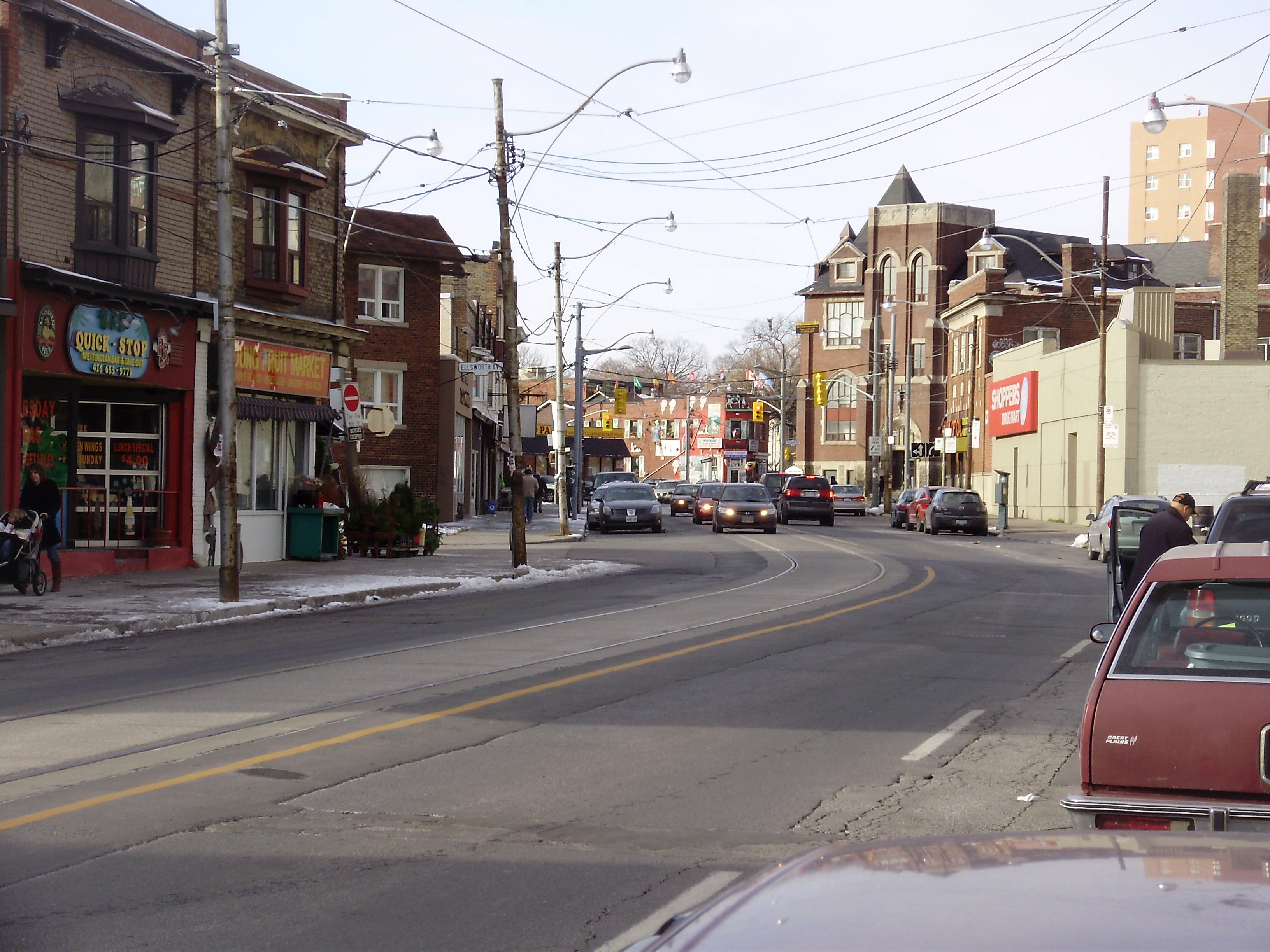
由旺道夾艾斯活路（Ellsworth Avenue）的路口望向巴干杜山的商業區

該區域大部分是20世紀早期的大型單戶住宅，這些住宅環繞着山巒公園（Hillcrest Park），俯瞰著城市。許多具有多元文化特徵的食肆及店鋪都位於附近的聖卡拉西路以北，以及附近西南的德文璞道及奧星頓路。
它的主要商業購物區位於聖卡拉路沿線。它有幾條主要街道：巴佛士街，一條東部的南北走向的四車道主幹路；聖卡拉路，一條四車道的主幹路，有着北部東西走向的街車通行路線；以及德文璞道，在南部為東西走向。
在巴佛士街和德文璞道的東部是域治活公園社區飛地。由1926年至1967年，該地區的一部分由安大略省省議會的巴干杜選區代表。

## 外部連結
- 巴干杜山的歷史 （页面存档备份，存于）
- 巴干杜山的地圖